# Claudemir Vítor
Claudemir Vítor Marques, más conocido como Vítor (Mogi Guaçu, 28 de septiembre de 1972), es un exfutbolista brasileño que se desempeñaba como lateral derecho. 
Inició su carrera en São Paulo y posee el récord de ser el único futbolista campeón de la Copa Libertadores de América con tres equipos distintos, títulos que consiguió con São Paulo, Cruzeiro y Vasco da Gama.

## Trayectoria
La principal característica de Vítor era su velocidad. Surgió en São Paulo poco después de Cafú, también lateral derecho. Con dos jóvenes promesas para la misma posición, Cafú acabaría siendo desplazado al mediocampo por la derecha. Vítor marcó uno de los cinco goles de São Paulo en la goleada por 5 a 1 sobre la Universidad Católica de Chile, en el primer partido de la final de la Libertadores de 1993. Esa etapa coincidió con un gran momento de su carrera, incluyendo sus dos únicas presentaciones con la selección brasileña, en noviembre de 1992 contra Polonia y en marzo de 1993 contraUruguay.
Poco después fue cedido al Real Madrid, que solo lo habría aceptado por no haber podido contratar a Cafu. Años más tarde, la prensa que cubre al club madrileño consideraría a Vítor como el quinto peor fichaje en la historia del club. El propio Vítor admite que no vivió un buen momento en España. En una entrevista a Uol Esporte en 2011 declaró: "Estaba muy bien en São Paulo y me fui al Real. Llegué allí al inicio de su temporada. Me pusieron solo a hacer entrenamiento físico. Pero yo ya estaba volando. Eso me perjudicó. Entiendo que fue el momento equivocado para ir al Real. Jugué pocos partidos, sufrí una lesión y prácticamente no había nadie que me atendiera. Recuerdo hacer solo ejercicios de recuperación en el gimnasio sin ningún médico del club cerca. Cerezo incluso me había aconsejado: 'Quédate hasta fin de año en São Paulo y ve al Real después.' Pero no me arrepiento. Fue muy positivo para mí."
Menos de seis meses después regresó al Morumbi, donde disputó la temporada de 1994, pero a comienzos del año siguiente fue cedido al Corinthians, donde fue bien recibido por el parecido físico con el ex lateral derecho corinthiano Zé Maria. En el Parque São Jorge conquistó los títulos del Campeonato Paulista y de la Copa de Brasil de ese año. De allí pasó al Cruzeiro, donde se consagró campeón de la Libertadores de 1997. Al año siguiente, con un nuevo club, Vasco da Gama, volvió a coronarse campeón de la Libertadores. Quedó marcado en la memoria de los hinchas del Vasco por el regate que sufrió de parte de Raúl, del Real Madrid, en la jugada del gol que dio a los españoles el título de la Copa Intercontinental. Terminó regresando al Cruzeiro en la temporada siguiente.
Tras un paso por el Botafogo en el año 2000 y una temporada en el Kocaelispor de Turquía, en sus últimos años de carrera Vítor jugó en equipos menores como Inter de Limeira, el Osasco FC, Ceará SC, Mogi Morim, Juventus de São Paulo y el Esporte Clube Primavera. Su último club fue el Clube Atlético Guaçuano, equipo de su ciudad natal, donde terminó su carrera en 2010, cuando no le renovaron el contrato.
Después de retirarse, Vítor comenzó a trabajar en proyectos sociales destinados a niños carenciados en la ciudad de Artur Nogueira, en el interior del estado de São Paulo.

## Clubes
| Equipo                 | País    | Año     |
| ---------------------- | ------- | ------- |
| São Paulo              | Brasil  | 1990-94 |
| Real Madrid            | España  | 1993    |
| São Paulo              | Brasil  | 1994    |
| Corinthians            | Brasil  | 1995    |
| Cruzeiro               | Brasil  | 1996-99 |
| Vasco da Gama (Cedido) | Brasil  | 1998    |
| Botafogo               | Brasil  | 2000-01 |
| Kocaelispor            | Turquía | 2002    |
| Inter de Limeira       | Brasil  | 2002    |
| Osasco                 | Brasil  | 2003    |
| Ceará                  | Brasil  | 2003-04 |
| Mogi Mirim             | Brasil  | 2004    |
| Juventus               | Brasil  | 2005    |
| Inter de Limeira       | Brasil  | 2006    |
| Primavera              | Brasil  | 2007    |
| Guaçuano               | Brasil  | 2009    |

## Palmarés

### Campeonatos estatales
| Título              | Equipo        | Estado         | Año  |
| ------------------- | ------------- | -------------- | ---- |
| Campeonato Paulista | São Paulo     | São Paulo      | 1991 |
| Campeonato Paulista | São Paulo     | São Paulo      | 1992 |
| Campeonato Paulista | Corinthians   | São Paulo      | 1995 |
| Campeonato Mineiro  | Cruzeiro      | Minas Gerais   | 1996 |
| Campeonato Mineiro  | Cruzeiro      | Minas Gerais   | 1997 |
| Campeonato Carioca  | Vasco da Gama | Río de Janeiro | 1998 |

### Campeonatos nacionales
| Título         | Equipo      | País   | Año  |
| -------------- | ----------- | ------ | ---- |
| Serie A        | São Paulo   | Brasil | 1991 |
| Copa de Brasil | Corinthians | Brasil | 1995 |
| Copa de Brasil | Cruzeiro    | Brasil | 1996 |

### Campeonatos internacionales
| Título                | Equipo        | Sede           | Año  |
| --------------------- | ------------- | -------------- | ---- |
| Copa Intercontinental | São Paulo     | Tokio          | 1992 |
| Copa Libertadores     | São Paulo     | Santiago       | 1993 |
| Recopa Sudamericana   | São Paulo     | Kōbe           | 1994 |
| Copa Conmebol         | São Paulo     | Montevideo     | 1994 |
| Copa Libertadores     | Cruzeiro      | Belo Horizonte | 1997 |
| Copa Libertadores     | Vasco da Gama | Guayaquil      | 1998 |